# Guiomar de Noronha

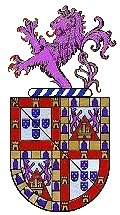
Brasão de Armas da família Noronha.

D. Guiomar de Noronha (1460 -?) foi uma aristocrata portuguesa, e tornou-se Senhora de Unhão por casamento.

## Relações familiares
Foi filha de D. Pedro de Noronha (1420 - entre Setembro de 1491 e 14 de Fevereiro de 1492), senhor do Cadaval e de D. Catarina de Távora, filha única de Martim de Távora. Casou, pouco antes de 4 de Julho de 1487, com Rui Teles de Meneses, 5.° Senhor de Unhão de quem teve:
1. Fernão Teles de Meneses (? - Mazagão),
2. Aires Teles de Meneses (c. 1480 -?) casou com D. Inês de Noronha,
3. Manuel Teles de Meneses (1500 -?), 6º senhor de Unhão casou com D. Margarida de Vilhena,
4. Brás Teles de Meneses (1485 -?), alcaide-mor de Moura casou com Catarina de Brito,
5. André Teles de Meneses (c. 1485 -?), alcaide-mor da Covilhã casou com Branca Coutinho,
6. António Teles de Meneses, governador do Brasil,
7. Brites de Vilhena de Menezes (c. 1480 - 1515) casou com D. Francisco de Paula de Portugal e Castro, 1º conde de Vimioso,
8. Maria de Noronha (c. 1480 -?) casou com Francisco da Silva, 4º senhor da Chamusca e Ulme,
9. Teresa de Noronha (c. 1500 -?) casou com Luís Portocarrero, 2. conde de Palma del Río